# New Hampshire Motor Speedway

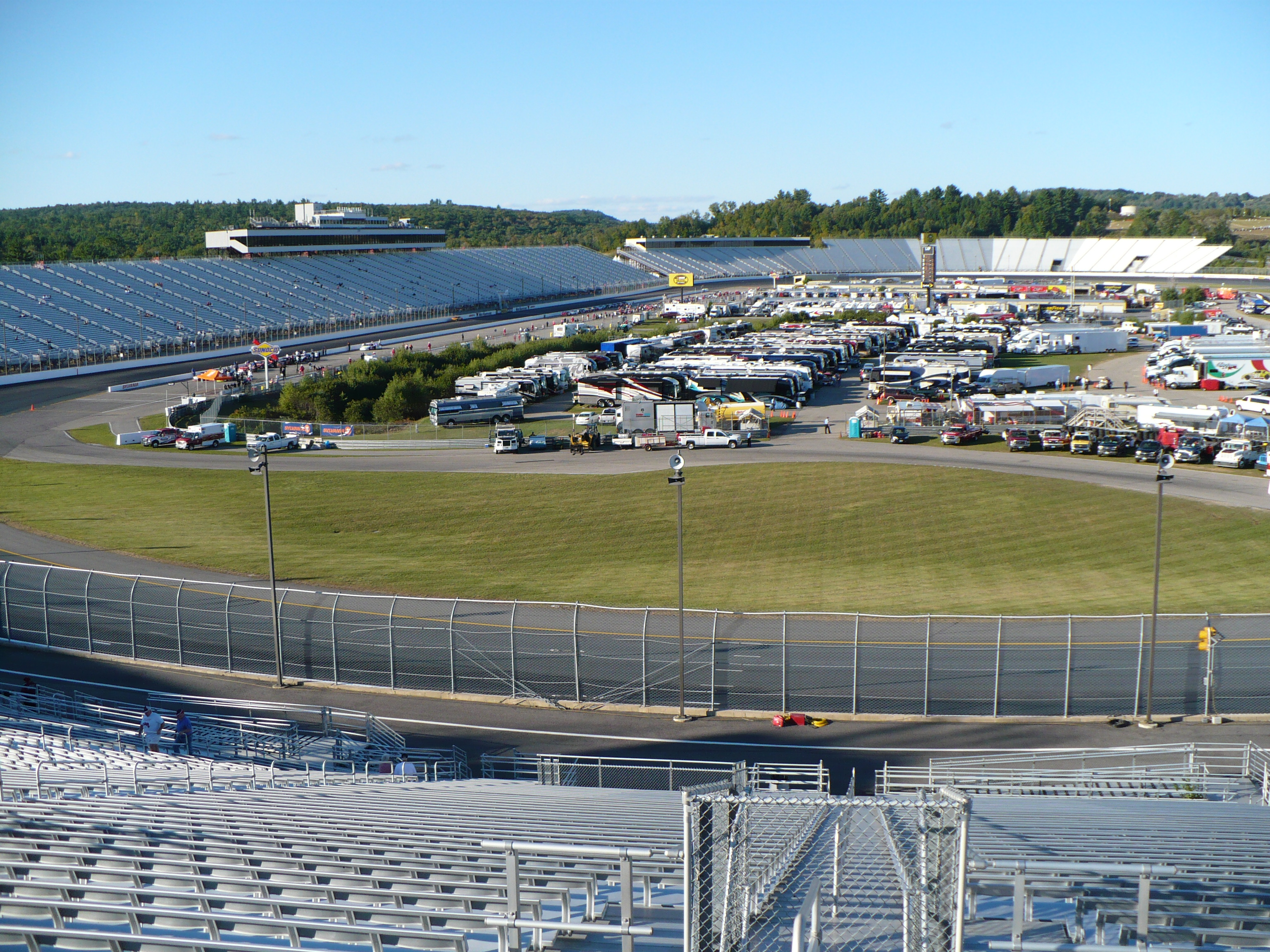
De New Hampshire Motor Speedway

De New Hampshire Motor Speedway is een ovaal racecircuit gelegen in Loudon, Merrimack County, New Hampshire. De speedway is 1,7 km lang en opende in 1990. Het circuit werd in de jaren 90 gebruikt voor races uit de Champ Car series en de IndyCar Series. Momenteel worden er races gehouden voor onder meer de NASCAR Nationwide Series, de NASCAR Sprint Cup en de NASCAR Truck Series. De naam van het circuit was voorheen 2008 New Hampshire International Speedway . Vanaf 2011 wordt er opnieuw een IndyCar-race gereden.

## Winnaars op het circuit
Winnaars op het circuit voor een race uit de Champ Car kalender.
| Jaar | Rijder        |
| ---- | ------------- |
| 1992 | Bobby Rahal   |
| 1993 | Nigel Mansell |
| 1994 | Al Unser Jr.  |
| 1995 | André Ribeiro |

Winnaars op het circuit voor een race uit de IndyCar Series.
| 1996        | Scott Sharp      |               |               |               |               |               |               |               |               |               |
| 1997        | Robbie Buhl      |               |               |               |               |               |               |               |               |               |
| 1998        | Tony Stewart     |               |               |               |               |               |               |               |               |               |
| 1999 – 2010 | Niet Gehouden    | Niet Gehouden | Niet Gehouden | Niet Gehouden | Niet Gehouden | Niet Gehouden | Niet Gehouden | Niet Gehouden | Niet Gehouden | Niet Gehouden |
| 2011        | Ryan Hunter-Reay |               |               |               |               |               |               |               |               |               |